# Philippe Jean-Charles Jourdan
Philippe Jean-Charles Jourdan (Dax, França, 30 de agosto de 1960) é um prelado francês de origem basca da Igreja Católica, atual bispo de Tallinn, na Estônia.

## Biografia
Monsenhor Philippe Jourdan é de origem basca. É diplomado em matemática e engenharia pela "Ecole Nationale des Ponts et Chaussées"  em Paris e tornou-se membro do Opus Dei ainda  como estudante. Fez os estudos teológico na Pontifícia Universidade da Santa Cruz e foi ordenado sacerdote da Sociedade Sacerdotal da Santa Cruz e Opus Dei pelo cardeal Bernard Francis Law em 20 de agosto de 1988.
Foi indicado como Vigário Geral da Administração Apostólica da Estônia em 1996 para substituir o Padre Guy Barbier em  razão da sua idade. A Administração Apostólica era nessa época governada pelo Núncio Apostólico na Lituânia e o Vigário Geral era a maior autoridade oficial da Igreja residindo permanentemente na Estônia. Desde 1999 até 2001 Padre Jourdan serviu também como vigário paroquial da Catedral de São Paulo e São Pedro em Tallinn.
Em 23 de março de 2005 foi indicado como bispo Titular de Pertusa e Administrador Apostólico da Estônia pelo Papa João Paulo II, vindo a ser o segundo bispo católico na Estônia depois da Reforma Protestante no século XVI. O seu predecessor Eduard Profittlich morreu em 1942 como mártir numa prisão soviética.
Foi consagrado e instalou-se como ordinário da Estônia em 10 de setembro de 2005 na Igreja Luterana de Santo Olavo de Tallinn pelo arcebispo Peter Stephan Zurbriggen, Núncio Apostólico para os Países Bálticos. O arcebispo Tadeusz Kondrusiewicz da Mãe de Deus em Moscou e o bispo Javier Echevarría, prelado do Opus Dei, foram os dois co-consagrantes na ordenação episcopal.
Philippe Jourdan é poliglota, além do francês, é fluente no estoniano, russo, inglês, italiano, espanhol e alemão. Está concluindo o doutorado em filosofia analítica.
Em 26 de setembro de 2024, com a ereção da Diocese de Tallinn, criada para substituir a administração apostólica na Estônia, é nomeado como seu primeiro bispo.